# Curryville
Curryville – miasto w Stanach Zjednoczonych, w stanie Missouri, w hrabstwie Pike.